# Maghadena
Maghadena is een geslacht van vlinders van de familie Uilen (Noctuidae), uit de onderfamilie Hadeninae.

## Soorten
- M. balachowskyi Viette, 1967
- M. betsileo (Viette, 1960)
- M. boby (Viette, 1960)
- M. dakoa Laporte, 1973
- M. dokoa Laporte, 1973
- M. duberneti Viette, 1968
- M. ingridae Laporte, 1977
- M. malagasy Viette, 1968
- M. norma (Saalmüller, 1891)
- M. radama Viette, 1963